# Крестьянский поземельный банк (Уфа)
Крестьянский поземельный банк — здание в стиле модерн с некоторыми элементами древнерусского и романского стилей, построенное в Уфе в начале XX века для государственного кредитного учреждения. Является памятником истории, архитектуры и градостроительства.

## История
Филиал Крестьянского поземельного банка в Уфе был открыт 9 мая 1883 года. Администрация филиала состояла из управляющего, которого назначал министр финансов, и трёх представителей, одного из которых назначал губернатор Уфимской губернии, а двух других выбирало губернское земское собрание. В задачи банка входила выдача крестьянам кредитов на приобретение земельных наделов, приобретение таких наделов и их перепродажа крестьянам.
В 1883—1906 годах банк располагался в деревянном доме, бывшем в собственности у Фатимы Сулеймановны Тевкелевой, жены муфтия Салимгарея Тевкелева.
В 1910—1911 годах строительная комиссия рассмотрела вопрос по поводу строительства нового здания банка, в итоге за 35.000 рублей было выкуплено место под строительство — липовая роща усадьбы Джантюриных на Губернаторской улице. Общая площадь отведённой земли составила 1161 кв. сажень, площадь здания — 338 кв. сажень, объём — 1862, 6 куб. саженей.
Проект был предложен Центральным отделением банка, работы велись под руководством архитектора А. В. Друкера, также построившего банковские здания в Санкт-Петербурге и Самаре. При возведении банка были использованы современные строительные материалы того времени: бетон, металл, стекло и керамика. Конкурс на строительство начался с суммы 92 тысячи 800 рублей. Из доклада выигравшего конкурс подрядчика купца Ларионова следует, что внутренние работы по отделке нового помещения завершались к концу 1912 года. Отделение Крестьянского поземельного банка переехало в новое здание незадолго до начала Первой мировой войны.
В 1917 году банк был закрыт. Декретом СНК РСФСР от 25.11.1917 г. Крестьянский Поземельный банк России был ликвидирован, как и все Крестьянские поземельные банки Российской Империи. Исчезли и его губернские отделения. В его здании в 1920-е годы располагались Уфимский губернский ревком, Башкирский ЦИК, Совет народных комиссаров Башкирской ССР, обком ВКП(б) (КПСС), обком ВЛКСМ.
В 1942—1944-х годах здание было расширено по проекту архитектора Генриха Топуза. Его новая часть внешне копировала старую, но качество постройки было хуже. Строительство велось силами пленных немецких солдат, кладка делалась из силикатного кирпича. В результате к концу XX века у здания просел фундамент и треснул фасад.
В середине — конце 1980-х годов в здании размещались Президиум Верховного Совета БАССР и Башкирский Обком ВЛКСМ (затем Союз демократической молодёжи РБ).
В 2001—2003 годах здание было реконструировано, в результате чего утратило ряд ценных элементов интерьера и декора.
В настоящее время в здании бывшего банка находится Национальный музей Республики Башкортостан.